# ريكاردو دي بيرغوس بينغوتيسيا
ريكاردو دي بيرغوس بينغوتيسيا (مواليد 16 مارس 1986) هو حكم كرة قدم إسباني حصل على الشارة الدولية من قبل الفيفا في 2018. في 10 أكتوبر 2019 قام بإدارة أول مباراة دولية له في تصفيات بطولة أمم أوروبا 2020 بين منتخب بيلاروس وإستونيا.